# Холмогорова, Елена Сергеевна
Елена Сергеевна Холмогорова (урождённая Северцева; род. 26 августа 1952, Москва) — российский прозаик, эссеист, редактор, педагог. Заведующая отделом прозы и ответственный секретарь журнала «Знамя». Заслуженный работник культуры Российской Федерации (2012).

## Биография
Училась в школе № 31 в Москве в 1959—1969 годах. Окончила исторический факультет и аспирантуру (1969—1976) Московского государственного педагогического института им. В. И. Ленина (ныне — МПГУ). Преподавала историю в средней школе (1974—1977). Работала в редакции «Международного ежегодника» Института мировой экономики и международных отношений АН СССР (1976—1984). Была корреспондентом журнала «Природа и человек» (1984—1987). С 1988 года по настоящее время работает в литературном журнале «Знамя»: редактор отдела прозы, с 1994 года заведующая отделом прозы, с 1998 года совмещает эту должность с обязанностями ответственного секретаря журнала.
Преподаватель стилистики и редактирования в Институте журналистики и литературного творчества (ИЖЛТ) (2015—2020), преподаватель литературного мастерства в Creative writing school (CWS). Вела семинары молодых прозаиков Союза писателей Москвы, Фонда СЭИП и АСПИР.
Эксперт Национальной литературной премии «Большая книга» (2005—2022), с 2023 года член жюри Литературной Академии.

## Семья
Родилась в семье потомственных московских интеллигентов.
Отец — Сергей Леонидович Северцев (1924—1991), переводчик, поэт.
Дед — Леонид Евгеньевич Фейнберг (1896—1980), художник, искусствовед.
Дядя — Самуил Евгеньевич Фейнберг (1890—1962), пианист и композитор.
Тетя — Софья Леонидовна Прокофьева (1928—2025), детская писательница.
Двоюродный брат — Сергей Олегович Прокофьев (1954—2014), антропософ.
Муж – Михаил Константинович Холмогоров (1942—2017), писатель, редактор.
Дочь – Виктория Михайловна Холмогорова (род. 1977), психолог.

## Признание
- Заслуженный работник культуры Российской Федерации (2012).
- Премия Правительства Российской Федерации за сохранение лучших традиций литературно-художественных журналов и активную работу по поиску и популяризации молодых талантливых авторов (2021).
- Диплом финалиста национального конкурса «Книга года» (2023) в номинации «Проза года» — за книгу «Бегущей строкой».
- Шорт-лист Национальной литературной премии «Большая книга» в номинации «Нон фикшн» — за книгу «Недрогнувшей рукой».

## Книги
- Улица Чехова, 12. — М.: Московский рабочий, 1987.
- Великодушный русский воин. — М.: Малыш, 1991.
- Вице-император. — М.: Армада, 1998 (в соавторстве с Михаилом Холмогоровым).
- Трио для квартета. — М.: Время, 2004.
- Признаки жизни. — М.: Время 2006.
- Второстепенная суть вещей. — М.: Время, 2009 (в соавторстве с Михаилом Холмогоровым).
- Лучшая роль второго плана. — М: Олимп, Астрель, 2010.
- Граница дождя. — М: АСТ, 2011.
- Рама для молчания. — М.: Редакция Елены Шубиной, АСТ, 2012 (в соавторстве с Михаилом Холмогоровым).
- Чтение с листа. — М: Редакция Елены Шубиной, АСТ, 2017.
- Бегущей строкой. — М.: Бослен, 2022.
- Недрогнувшей рукой. — М.: Редакция Елены Шубиной, АСТ, 2024.